# Alchemilla basakii
Alchemilla basakii é uma espécie de rosácea do gênero Alchemilla, pertencente à família Rosaceae.